# 東営勝利空港
東営勝利空港（とうえいしょうりくうこう）は、中国山東省東営市墾利区永安鎮（市区中心より25km）に位置する空港。旧称は東営永安空港 (东营永安机场、Dongying Yong'an Airport) である。

## 歴史
1984年5月、勝利油田を採掘する勝利石油管理局が設置した。これは中国で初めて企業が独自に設置した空港である。同企業の航空ならびに軍事訓練に充てられた。2001年東営市政府二期工事に投資し、山東航空が管理し「山航東営機場有限責任公司」を設立するが、のちに山東航空は経営管理より撤退。2004年5月2日、海南航空と東営市政府が合意し、「東営永安機場有限責任公司」（現・東営勝利機場管理有限責任公司）により運営されている。2007年10月より2009年の間、空港は第三次の拡張を行い、滑走路を拡張し空港ビルを広く新築した。そして、同空港は4D級空港に昇格した。2011年に現在の名称に改名した。

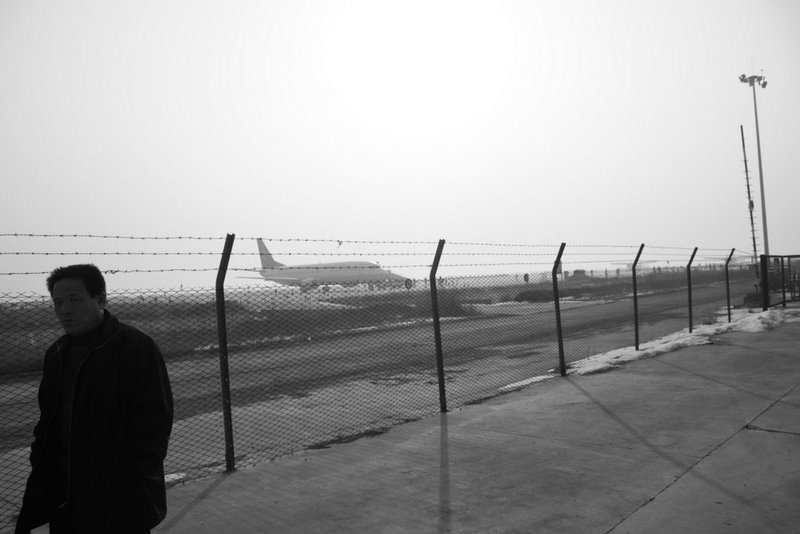
冬の東営空港

## 就航路線
- 中国東方航空－北京
- 海南航空－北京

華夏航空－大連、杭州。
- 吉祥航空－上海（浦東）。
- 四川航空－西安、成都。